# Charité Mumbongo
Charité Mumbongo (født 14. marts 2002 i Bergsjön, Sverige) er en kvindelig svensk håndboldspiller, der spiller venstre back for Viborg HK og Sveriges kvindehåndboldlandshold.
Mumbongo var med til at vinde sølvmedaljer med det svenske U/17-kvindelandshold ved EM-slutrunden i 2019 i Slovenien. Hun fik i april 2022 sin officielle debut på det svenske A-landshold. Hun blev desuden også udtaget til landstræner Tomas Axnérs bruttotrup ved VM i kvindehåndbold 2021 i Spanien, men var ikke med i den endelige trup.
Efter flere år i den svenske Elitserien for Kungälvs HK, skiftede hun i sommeren 2021 til den franske ligaklub Fleury Loiret HB nær Orléans. Efter bare en enkelt sæson, skrev hun under på en toårig kontrakt med den danske topklub Viborg HK frem til sommeren 2024.